# Die tragische Rolle des Blutplättchen
Die tragische Rolle des Blutplättchen ist ein medizinischer Lehrfilm des deutschen Arztes Georg Munck aus dem Jahr 1987. Produziert wurde er in Muncks Produktionsfirma Leonaris Film.

## Handlung
Der Film versucht mit der Hilfe von Animationen wissenschaftliche Grundlagen auf dem Gebiet der Gefäßkrankheiten zu vermitteln und klärt über ihre Konsequenzen auf.

## Kritiken
Von der Deutschen Film- und Medienbewertung (FBW) erhielt der Film das Prädikat Besonders wertvoll. In der Jury-Begründung heißt es, der Film leide „unter seiner doppelten Zielsetzung“. Während am Anfang und am Ende „ein allgemeiner Aspekt der Gesundheitserziehung in den Vordergrund“ trete, käme im Mittelteil „vielmehr ein medizinischer Informationsfilm zutage, der allenfalls Fachleuten dienlich sein“ könne.